# لويد إيتون
لويد إيتون (بالإنجليزية: Lloyd Eaton)‏ هو لاعب كرة قدم أمريكية أمريكي، ولد في 23 مارس 1918 في نامبا في الولايات المتحدة، وتوفي في 14 مارس 2007.